# Software AG
Pour les articles homonymes, voir Software.
Software AG est un éditeur de logiciel allemand. Il fait partie de l'indice TecDAX.

## Historique
La société a été fondée en 1969 par un groupe de six jeunes employés du cabinet de conseil AIV (Institut für Angewandte Informationsverarbeitung). Adabas a été lancé en 1971 comme système de gestion de bases de données transactionnelles de haute performance. En 1979 Natural, un langage de développement d'applications 4GL, est sorti. La société a ouvert des bureaux et filiales en Amérique du Nord (1971), Japon (1974), Royaume-Uni (1977), France (1983), Espagne (1984), Suisse, Autriche, Belgique, Arabie Saoudite (1985) et comptait en 1987 environ 500 employés, 12 filiales en Europe et des bureaux dans plus de 50 pays. En 1999, Software AG a été inscrite à la bourse de Francfort.
En janvier 2005, Software AG fit l’acquisition de Sabratec Ltd. un fournisseur de solutions d’intégration basé en Israël, de son distributeur SPL Software en mars 2007, puis de la société Jacada , un autre éditeur israélien de modernisation d’applications métier, en décembre de la même année. Ces rachats ont permis à Software AG d’établir son centre de recherche et développement en Israël.
En 2007, Software AG devient le principal acteur dans les entreprises service bus, gestion des processus métiers et architecture orienté service (SOA) en rachetant son concurrent américain webMethods pour un montant de 546 M $.
En juillet 2009, Software AG annonce la reprise de la société allemande IDS Scheer éditeur des solutions ARIS.
En mai 2011, Software AG fait l’acquisition de Terracotta Inc. un acteur majeur des technologies in-memory.
En juin 2013, acquisition de Alfabet AG. Alfabet est un fournisseur de logiciels dans le monde de l’Architecture d’Entreprise et le Gestion de Portefeuilles IT.
Ainsi, Software AG a acquis 14 sociétés entre 2007 et 2013 pour compléter son activité traditionnelle de base de données Adabas & Natural et lancer sa nouvelle Digital Business Platform orientée transformation digitale des entreprises. Dans les années fiscales 2014 et 2015, Software AG s’est concentré sur l’intégration systématique de ces acquisitions. Il n’y a pas eu de nouvelles acquisitions durant ces deux années.
En décembre 2023, IBM annonce l'acquisition pour 2,13 milliards d'euros de plusieurs filiales de Software AG.